# 1801
1801 (MDCCCI) fue un año común comenzado en jueves según el calendario gregoriano.

## Acontecimientos

### Enero
- 1 de enero: Gran Bretaña e Irlanda completan su unión legal y forman el Reino Unido de Gran Bretaña e Irlanda. Dicha unión durará hasta 1922.
- 1 de enero: El astrónomo italiano Giuseppe Piazzi descubre el planeta enano Ceres.
- 8 de enero: en el Bajo Canadá, Jean-Antoine Panet es elegido presidente de la Cámara de Asamblea.
- 8 de enero: en Italia, Giuseppe Piazzi descubre el primer asteroide: Ceres.

### Febrero
- 7 de febrero: en el Bajo Canadá el juez diputado De Bonne presenta un proyecto de ley creando el Instituto Real (establecimiento de escuelas gratuitas, gestión de las escuelas, creación de nuevas escuelas, impuesto para financiar el funcionamiento). El objetivo era la anglicización de los francófonos para que británicos y franceses se convirtieran en un solo pueblo. El 24 de marzo, el proyecto de ley es aceptado por los diputados; el 7 de abril de 1802, el Consejo privado de su Majestad se pronuncia favorablemente sobre la ley.
- 9 de febrero: fin de la Segunda Coalición con del Tratado de Lunéville
- 13 de febrero: en España se firma el Convenio de Aranjuez, entre Manuel Godoy y Luciano Bonaparte.
- 17 de febrero: en EE. UU., Thomas Jefferson es elegido presidente después de haber vencido al federalista John Adams. Terminará su mandato en 1809.
- 22 de febrero: en Norteamérica, Francia restituye a España la parte occidental de la Luisiana, en aplicación de las cláusulas secretas del tratado de San Ildefonso de 1800. España abandonará Luisiana recién en 1803.

### Marzo
- 4 de marzo: Thomas Jefferson toma posesión por primera vez como Presidente de Estados Unidos.
- 28 de marzo: en Italia, el reino de Nápoles pacta su rendición a las tropas francesas en el tratado de Florencia.

### Abril
- 1 de abril: en Buenos Aires (Argentina) se inaugura el periódico Telégrafo Mercantil, Rural, Político, Económico e Historiográfico; es el nacimiento del periodismo rioplatense.
- 2 de abril: en Copenhague, el británico Horatio Nelson derrota a la flota danesa en la batalla de Copenhague, desbaratando así el plan de Napoleón de trabar una alianza con los países bálticos.

### Mayo
- 10 de mayo: inicia la Guerra de Trípoli entre EE. UU. y los Estados Berberiscos del norte de África.
- 14 de mayo: en Trípoli (Libia), el sultán Yusuf Caramanli hace arriar la bandera del consulado estadounidense.
- 16 de mayo: España invade a Portugal, dando inicio a la Guerra de las Naranjas.

### Junio
- 6 de junio: fin de la Guerra de las Naranjas. Portugal y España firman el Tratado de Badajoz.

### Julio
- 18 de julio: Napoleón y el papa Pío VII firman el Concordato de 1801.

### Agosto
- 13 a 16 de agosto: en España se producen disturbios contra el reclutamiento forzoso de quintas en la provincia de Valencia.
- 16 de agosto: en Valencia se produce una marcha que fuerza al capitán general a suspender el reclutamiento forzoso.

### Septiembre
- 17 de septiembre a 2 de octubre: en las provincias de Castellón de la Plana y Valencia (España) se produce una revuelta campesina de carácter antiseñorial.

### Noviembre
- 16 de noviembre: primera publicación del New York Post.

### Diciembre
- 24 de diciembre: en Austria, el emperador Francisco I prohíbe a Franz Joseph Gall (investigador del cerebro) dar lecciones, ya que sus investigaciones conducen al materialismo.

## Arte y literatura
- Francisco de Goya pinta La maja desnuda.

## Ciencia y tecnología
- Roxburgh describe por primera vez los delfines del río Ganges y del Indo (Platanista gangetica).
- Descubrimiento de la radiación ultravioleta por el alemán Johann Wilhelm Ritter.
- El alemán Carl Friedrich Gauss publica su obra Disquisitiones arithmeticae,

## Música
- En Viena (Austria), el compositor alemán Ludwig van Beethoven crea la sonata para piano Claro de Luna, una de sus obras más conocidas.
- En Venezuela, el compositor José Ángel Lamas crea la pieza Pópule meus, su obra más destacada, que sería estrenada ese año en la Catedral de Caracas.

## Nacimientos

### Enero
- 14 de enero: Adolphe Theodore Brongniart, médico, botánico y paleontólogo francés (f. 1876).

### Febrero
- 21 de febrero: Jan Kalivoda, compositor violinista y director de orquesta checo (f. 1866).

### Mayo
- 11 de mayo: Jean-Baptiste Duvernoy, pianista y compositor francés (f. 1880).

### Junio
- 1 de junio: Brigham Young, político y religioso mormón estadounidense (f. 1877).
- 14 de junio: Peter Wilhelm Lund, paleontólogo danés (f. 1880).
- 30 de junio: Frédéric Bastiat, escritor, legislador y economista francés (f. 1850).

### Agosto
- 10 de agosto: Christian Hermann Weisse, teólogo protestante alemán (f. 1866).

### Septiembre
- 25 de septiembre: Eduard Knoblauch, arquitecto alemán (f. 1865).

### Octubre
- 18 de octubre: Justo José de Urquiza, militar, político, estanciero argentino y 1° Presidente de la Confederación Argentina desde 1854 hasta 1860 (f. 1870).

### Noviembre
- 3 de noviembre: Vincenzo Bellini, compositor italiano (f. 1835).
- 5 de noviembre: Antonio Leocadio Guzmán, político y periodista venezolano (f. 1884).
- 11 de noviembre: Joaquín María del Castillo y Lanzas, político, escritor y periodista mexicano (f. 1878).

### Diciembre
- 4 de diciembre: Karl Ludwig Michelet, filósofo alemán (f. 1893).

### Sin fecha
- Fabián Allende Barrera (f. 1862).

## Fallecimientos

### Enero
- 2 de enero: Johann Caspar Lavater, poeta, filósofo y teólogo suizo (n. 1741).
- 11 de enero: Domenico Cimarosa, compositor italiano (n. 1749).

### Marzo
- 21 de marzo: Andrea Luchesi, compositor italiano (n. 1741).
- 23 de marzo: Pablo I, zar ruso (n. 1754).
- 24 de marzo: Beato Diego José de Cádiz, religioso capuchino (n. 1743).
- 25 de marzo: Novalis (Friedrich Leopold von Hardenberg), poeta alemán (n. 1772).

### Mayo
- 11 de mayo: Pepe Hillo, torero español (n. 1754).

### Junio
- 11 de junio: Francisco Javier Lozano, poeta español (n. 1721).

### Agosto
- 9 de agosto: María Gertrudis Hore, poeta española (n. 1742).

### Septiembre
- 19 de septiembre: Johann Gottfried Koehler, astrónomo alemán (n. 1745).

### Noviembre
- 24 de noviembre: Philip Hamilton, hijo de Alexander Hamilton (n. 1782).